# Adam Carlén
Adam Erik Carlén (Mariestad, 27 giugno 2000) è un calciatore svedese, centrocampista dell'Excelsior.

## Carriera
Dopo aver mosso i primi passi nel Björsäters IF, cresce nel settore giovanile dell'IFK Mariestad. Nel 2016 debutta in prima squadra giocando quattro incontri di Division 3, il quinto livello del calcio svedese.
Il 2 agosto 2017 viene acquistato dal Degerfors, nel cui vivaio rimane due anni. Il 3 agosto 2019 debutta fra i professionisti in occasione dell'incontro di Superettan vinto 3-1 contro il Varberg. In totale, nell'arco di quell'annata, colleziona 13 presenze in campionato. Nella stagione seguente, con 29 presenze e 2 reti, fa parte della rosa che conquista la promozione in Allsvenskan, la massima serie nazionale, da cui il club mancava da 23 anni. Contribuisce poi al raggiungimento della salvezza del Degerfors sia in occasione dell'Allsvenskan 2021 che dell'Allsvenskan 2022, i primi due campionati disputati in carriera da Carlén nella massima categoria nazionale.
Scaduto il contratto con il Degerfors, il 31 gennaio 2023 viene annunciato il suo approdo all'IFK Göteborg con un contratto triennale. La squadra biancoblu vive una stagione travagliata a livello di risultati, tanto da centrare la salvezza matematica solamente al minuto 90+5’ dell'ultima giornata sul campo del già retrocesso Varberg proprio grazie a un gol di Carlén, che gira in rete un cross dalla destra. Dopo aver iniziato con l'IFK Göteborg anche l'Allsvenskan 2025, il 1º luglio è stato ceduto a stagione in corso agli olandesi dell'Excelsior, lasciando così i colori biancoblù dopo un totale di 99 presenze ufficiali.

## Statistiche
Statistiche aggiornate al 7 novembre 2021.

### Presenze e reti nei club
| Stagione        | Squadra         | Campionato      | Campionato | Campionato | Coppe nazionali | Coppe nazionali | Coppe nazionali | Coppe continentali | Coppe continentali | Coppe continentali | Altre coppe | Altre coppe | Altre coppe | Totale | Totale | Totale |
| Stagione        | Squadra         | Comp            | Pres       | Reti       | Comp            | Pres            | Reti            | Comp               | Pres               | Reti               | Comp        | Pres        | Reti        | Pres   | Reti   |        |
| --------------- | --------------- | --------------- | ---------- | ---------- | --------------- | --------------- | --------------- | ------------------ | ------------------ | ------------------ | ----------- | ----------- | ----------- | ------ | ------ | ------ |
| 2016            | IFK Mariestad   | D3              | 4          | 0          | CS              | 0               | 0               |                    | -                  | -                  |             | -           | -           | 4      | 0      |        |
| 2019            | Degerfors       | S1              | 13         | 1          | CS              | 1               | 1               |                    | -                  | -                  |             | -           | -           | 14     | 2      |        |
| 2020            | Degerfors       | S1              | 29         | 2          | CS              | 4               | 1               |                    | -                  | -                  |             | -           | -           | 33     | 3      |        |
| 2021            | Degerfors       | A               | 25         | 1          | CS              | 0               | 0               |                    | -                  | -                  |             | -           | -           | 25     | 1      |        |
| Totale carriera | Totale carriera | Totale carriera | 71         | 4          |                 | 5               | 2               |                    | -                  | -                  |             | -           | -           | 76     | 6      |        |